# Rouvres-en-Xaintois
Rouvres-en-Xaintois – miejscowość i gmina we Francji, w departamencie Wogezy, w regionie Lotaryngia. Według danych na rok 2006 gminę zamieszkiwało 298 osób.